# Mateo Chiarino
Mateo Chiarino (Montevideo, 1 de octubre de 1983) es un actor, director y guionista uruguayo. Actualmente reside en Buenos Aires, donde participó de múltiples películas y series de televisión.

## Biografía
Nació el 1 de octubre de 1983 en Montevideo, Uruguay.
Estudió actuación en la EMAD y la ECU y comenzó actuando en teatros.

## Filmografía

### Director
- El tren de las ocho, 2006
- Justo el 17, 2007

### Actor
Cine
- Polvo nuestro que estás en los cielos, 2008
- V, 2008
- Platero, 2009
- Cinco, 2010
- La culpa del cordero, 2012
- La máquina que escupe monstruos y la chica de mis sueños, 2012
- Hawaii, 2013
- Tesis sobre un homicidio, 2013
- Amalia y Eduardo, 2017

Televisión
- Uruguayos campeones, 2004
- Piso 8, 2007
- Buscando a no sé quién, 2009
- Botineras, 2010
- Proyecto aluvión, 2011
- Se trata de nosotros, 2015
- Guapas, 2015
- Feriados, 2016
- Argentina, tierra de amor y venganza, 2019
- Naturaleza muerta, 2021
- Envidiosa, 2024

### Guionista
- Proyecto aluvión, 2011
- Los nadies, 2014
- Familia en venta, 2014
- Feriados, 2016

## Teatro

### Director
- UZ el pueblo, 2017-2018 y 2020
- Ex que revienten los actores, 2018
- La pesca de la anguila, 2019
- Vamos viendo, 2019

### Actor
- Danubio azul, 2001
- El arca de Noé, 2002
- Extraviada, 2002
- Los cuervos, 2003
- Mi muñequita (la farsa), 2004 y 2008-2009
- El saludador, 2005
- Titus Andónicus, 2006
- Cigarros, 2007
- El portero de la estación Windsor, 2008
- Star Wars Episodio 4.1, 2008
- Tengo más corazón que voz, 2011
- El asesino del sueño (Macbeth), 2015-2016
- UZ el pueblo, 2017-2018 y 2020
- Nuremberg, 2019
- Cuántos fantasmas en un beso, 2019-2020

### Otros créditos
- Fotógrafo - La piel de la manzana, 2015
- Productor - Trinidad Guevara, 2018-2019
- Guionista - La transferencia, 2020-2021